# Liste der Monuments historiques in Lombard (Doubs)
Die Liste der Monuments historiques in Lombard führt die Monuments historiques in der französischen Gemeinde Lombard auf.

## Liste der Objekte
| Bezeichnung                            | Beschreibung                                                 | Standort                                     | Kennzeichnung | Schutzstatus | Datum | Bild |
| -------------------------------------- | ------------------------------------------------------------ | -------------------------------------------- | ------------- | ------------ | ----- | ---- |
| Gemälde Pfingstwunder                  | Ölfarbe auf Leinwand, 17. Jahrhundert, von Georges Lallemant | in der Kirche Assomption-de-la-Vierge (Lage) | PM25000873    | Classé       | 1975  |      |
| Gemälde Die Heiligen der Societas Jesu | Ölfarbe auf Leinwand, 18. Jahrhundert                        | in der Kirche Assomption-de-la-Vierge (Lage) | PM25001557    | Classé       | 1975  |      |